# Renato Corrêa
Renato Corrêa Joaquim Maria (Rio de Janeiro, 10 de julho de 1944) é um cantor, compositor e produtor musical brasileiro. Integrou, juntamente com seus irmãos Ronaldo e Roberto, o grupo Golden Boys.
É pai de Rodrigo e Diego, que integraram a banda infantil Os Abelhudos nos anos 80.

## Discografia

### Com o Golden Boys
- 1997 Festival dos Golden Boys (Som Livre) CD
- 1991 Golden Boys ao vivo (Som Livre) CD
- 1986 Golden Boys (Epic/CBS) LP
- 1970 Fumacê (Odeon) LP
- 1970 Eu sou tricampeão/Fumacê (Odeon) Compacto simples
- 1969 Golden Boys (Odeon) LP
- 1968 Na linha de frente (Odeon) LP
- 1968 Quero lhe dizer cantando/Você me paga/Agora é tarde/Pra longe de mim (Odeon) Compacto Duplo
- 1968 Dia de vitória/Andança (Odeon) Compacto simples
- 1968 A família/A bela de Itapoã (Odeon) Compacto simples
- 1967 Não precisa chorar (Odeon) LP
- 1967 Pensando nela (Odeon) LP
- 1967 Pensando nela/Minha empregada (Odeon) Compacto Duplo
- 1967 Olha o que você me fez (Odeon) Compacto Duplo
- 1966 Michelle/Mágoa (Odeon) Compacto simples
- 1966 The Golden Boys (Odeon) LP
- 1965 Alguém na multidão (Odeon) LP
- 1965 Alguém na multidão/Valentina, my Valentina (Odeon) Compacto simples
- 1965 Ai de mim/João ninguém (Odeon) Compacto simples
- 1964 Pra sempre te adorar/Se eu tivesse alguém (Odeon) Compacto simples
- 1964 Quero afagar as suas mãos/Não quero que chores (Odeon) Compacto simples
- 1964 Michael/Erva venenosa (Odeon) Compacto simples
- 1963 Twist do amor/Dança legal (Polydor) 78
- 1963 Sukiyaky/Renata (Polydor) 78
- 1963 Golden Boys (Polydor) Compacto Duplo
- 1962 Lana/Terna paixão (Copacabana) 78
- 1961 Tristonho/Meus encontros (Copacabana) 78
- 1960 Samba/É a saudade (Copacabana) 78
- 1960 Golden Boys (Copacabana) Compacto Duplo
- 1959 Os Golden Boys (Copacabana) LP
- 1959 Estúpido cupido/Ela não gostou (Copacabana) 78
- 1959 Personality/Nanã  (Copacabana) 78
- 1958 Wake up little Suzie/Meu romance com Laura (Copacabana) 78
- 1958 Sino de Belém/Natal das crianças (Copacabana) 78